# بخش لشو دو فوند
بخش لشو دو فوند یکی از بخش‌های ایالت نوشتل در کشور سوئیس است.